# Дагарухло
Дагарухло (груз. დაგარახლო, азерб. Dağ Arıxlı) — село в подчинении сельской административно-территориальной единицы Ипнари, Дманисского муниципалитета, края Квемо-Картли республики Грузия со 100 %-ным азербайджанским населением. Находится в юго-восточной части Грузии, на территории исторической области Борчалы.

## История
В некоторых исторических документах название села проходит как «Марьямли» (азерб. «Məryəmli»).

### Топоним
Топоним села Дагарухло (азерб. «Dağ Arıxlı») в переводе с азербайджанского языка на русский язык означает «Гора Арыхлы».
По одной из версий топоним села происходит от названия кыпчакского племени Арых, обитавших в Арране или же от названия одноимённого племени кыпчакских каракалпаков, обитавших в Средней Азии.

## География
Село расположено на западном склоне горы Люкюн-Шинди, в 12 км к северо-западу от районного центра Дманиси, на высоте 1460 метров от уровня моря.
Граничит с городом Дманиси, селами Саджа, Ормашени, Бахчалари, Ипнари, Кызыладжло, Карабулахи, Квемо-Карабулахи, Земо-Карабулахи, Гедагдаги, Аха, Шихлы, Пантиани, Квемо-Орозмани, Шоршолети, Кариани, Камарло, Шахмарло, Иакубло, Далари, Согутло, Усеинкенди, Мамишлари, Муздулари, Земо-Саламалейки, Сафигле, Шиндилиари, Цителсакдари, Бослеби, Каклиани Дманисского Муниципалитета.

## Население
По данным Государственного статистического комитета Грузии, согласно официальной переписи 2002 года, численность населения села Дагарухло составляет 711 человек и на 100 % состоит из азербайджанцев.

## Экономика
Население в основном занимается овцеводством, скотоводством и овощеводством. В селе функционирует маркет.
В 2010 году компания «SOCAR Georgia Gas», учредителем которой является государственная нефтяная компания Азербайджана «SOCAR», в соответствии с программой газификации Грузии, провела газопровод в несколько сел Дманисского района, в числе которых было также село Дагарухло.

## Достопримечательности
- Средняя школа[12] - открыта в 1926 году.[7]
- Православная церковь.[13]